# Pedro Pacheco Ladrón de Guevara
Pedro kardinal Pacheco Ladrón de Guevara, španski rimskokatoliški duhovnik, škof in kardinal, * 29. junij 1488, Puebla de Montalbán, † 5. marec 1560.

## Življenjepis
V življenju je bil imenovan za škofa šestih škofij: škofija Mondoñedo (6. september 1532), škofija Ciudad Rodrigo (11. april 1537), škofija Pamplona (21. maj 1539), škofija Jaén (9. januar 1545), škofija Sigüenza (30. april 1554) in škofija Albano (20. september 1557). 
16. decembra 1545 je bil povzdignjen v kardinala.